# Бій під Авратином
Бій під Авратином — поширена в історіографічних джерелах назва бою, що стався 1 листопада 1921 року в районі сіл Яблунівка, Мшанець, Малий Браталів та Авратин між військами УНР та РСФРР, один з ключових епізодів Другого зимового походу.

## Передісторія
Після окупації більшовиками Української Народної Республіки частини регулярної армії УНР були інтерновані в Польській республіці. Однак у 1921 році було ухвалено рішення рейдом вирушити до України з метою підтримки антирадянських виступів. Планувалося підняти всенародне повстання та дійти до Києва.
Вночі 26 жовтня основна частина Подільської групи перейшла радянсько-польський кордон поблизу села Бондарівка. Повстанський рух на окупованій більшовиками території України не мав достатньо інформації про початок рейду та маршрути групи, тому не зміг надати суттєвої допомоги. Один з найбільших на Поділлі повстанських отаманів Орел-Гальчевський, який мав зброю, коні та повстанців не зміг приєднався до походу, тому здійснював диверсійні акти проти червоноармійських частин, які переслідували Подільську групу.

## Перебіг бою
Ввечері 31 жовтня 1921 року Подільська повстанська група зупинилась в селі Цимбалівка. Вночі група була виявлена червоною розвідкою, про що українських вояків повідомили місцеві селяни. О 5-й годині ранку підполковник Палій-Сидорянський наказав групі вирушати у напрямку Яблунівки, щоб далі за маршрутом Мшанець — Малий Браталів — Авратин дістатися до нині неіснуючого Любарського лісу.
За Яблунівкою бригада Червоного козацтва наздогнала повстанців. Почався бій, який розтягнувся на цілий день. Група Палія відступала від переважаючих кавалерійських частин ворога. В селі Мшанець більшовикам майже вдалося оточити повстанську групу, обійшовши її 1-м та 2-м ескадронами 1-го дивізіону 7-го кінного полку через села Бичева та Рогізна. З боку Яблунівки натискав 2-й дивізіон 7-го полку. Проте після жорстокої сутички повстанцям вдалося вибратися з Мшанця і продовжити рух у напрямку Малого Браталова.
За Семенівкою більшовицька кавалерія значно наблизилась до українського війська, намагаючись обійти його з флангів. Кілька рішучих контратак Палія то на один, то на інший фланг стримали ворога. В одній з цих контратак підполковника Палія-Сидорянського було поранено. Його пощастило доправити до обозу з пораненими, який стояв під Малим Браталовим. Під Браталовим українська піхота витримала чергову атаку червоноармійців, проте, зважаючи на рух більшовицьких військ з флангів, новий командир групи Сергій Чорний наказав повстанцям рухатися у напрямку на село Авратин.
Біля Авратина група розділилась. Палій з обозом з неозброєними і пораненими козаками та 60 вершників через Авратин пішли на північ. Решта кінноти на чолі з підполковником Чорним та озброєна піхота на чолі з сотниками Пащенком та Оксюком перед Авратином повернули на схід у бік села Мотрунки. Більша частина червоної кінноти кинулася переслідувати групу з пораненим Палієм. Наздогнавши її, червоні порубали усіх піших неозброєних козаків та частину поранених. Втекти вдалося лише Палію з 12 кіннотниками та частині обозу з пораненими на чолі з військовим лікарем Грунтенком. Палій з кіннотою вирішив пробиватися до Польщі. Решта вояків залишилася в лісі або розійшлася по домівках. Для цього партизани розбилися на трійки-четвірки.

## Наслідки
Не зважаючи на великі втрати та поранення підполковника Палія-Сидорянського Подільська група під командуванням Сергія Чорного пордовжила рухатись на північ для об'єднання з Волинською повстанською групою.
У той самий час четвірка Грунтенка попрямувала на схід і деякий час переховувалась у селі Карпівці. Згодом у Трощі Грунтенко, Длугопольський, Чміль, Зубченко з’єднались з Маслюком, Мельником-Тарганом та іншими селянами в одну міцну партизанську організацію, яка вже у грудні 1921-го стала здійснювати терористичні акти проти функціонерів більшовицької влади та її представників у навколишніх селах. Про них стало широко відомо в окрузі. На початку весни 1922-го до Трощі почали прибувати інші колишні вояки Армії УНР, яким вдалося уникнути радянського полону. У травні 1922 року трощанські партизани об'єднались з Волинською повстанською армією для боротьби з більшовиками.